# Zygmunt Laskowski
Pour les articles homonymes, voir Laskowski.

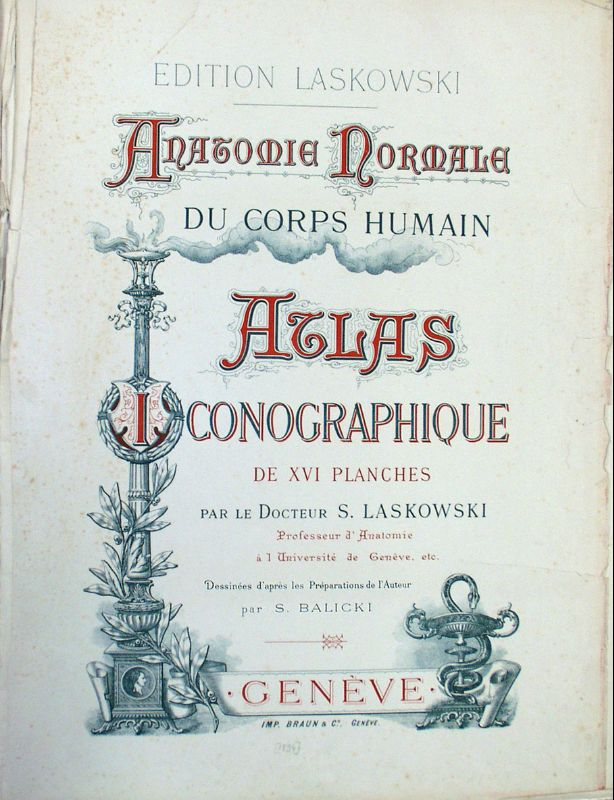
Frontispice de l'atlas anatomique de Laskowski (Genève, 1893)

Zygmunt Laskowski (Sigismond Laskowski), né le 19 janvier 1841 à Varsovie et mort le 15 avril 1928, à Genève, est un médecin polonais.

## Biographie
Il entreprend ses études à l'université de Varsovie, en 1863 il prend part à l'insurrection de janvier, après sa chute il s'exile en France. Il complète ses études à Paris et Londres (1864-1866). En 1866 il invente un nouveau procédé de l'embaumement et de conservation de pièces anatomiques [réf. souhaitée]. Pour cette invention il reçoit une médaille à l'exposition universelle de 1867 et à l'exposition universelle de 1878, ainsi qu'une médaille à Cracovie en 1869.
Dans les années 1869 - 1875 il est maître de conférences d'anatomie et de chirurgie à la faculté de médecine de Paris. Il participe à la guerre de 1870 en tant que chef chirurgien d'une ambulance, ensuite il prend part au siège de Paris. En 1875 il s'installe à Genève invité par le conseil d'État du canton. Il fonde à Genève un musée anatomique. Il est un membre de la Ligue Nationale (Liga Narodowa) une organisation clandestine patriotique polonaise.
Astronome amateur, il est le premier découvreur de la nova V603 Aquilae, qu'il observe le 9 juin 1918.
En 1900 l'université Jagellonne de Cracovie lui décerne le titre de Docteur honoris causa.

## Œuvres
- Les procédés de conservation des pièces anatomiques (1885)
- L’embaumement et la conservation des sujets et des préparations anatomiques (1886)
- Grand atlas anatomique (1877)
- Atlas iconographique de l'anatomie normale du corps humain (1894).